# Касик мексиканський
Ка́сик мексиканський (Cassiculus melanicterus) — вид горобцеподібних птахів родини трупіалових (Icteridae). Мешкає в Мексиці, Гватемалі і Сальвадорі. Це єдиний представник монотипового роду Мексиканський касик (Cassiculus).

## Опис
Довжина птаха становить 31 см. Самці мають переважно чорне, блискуче забарвлення, верхні покривні пера крил у них жовті. Нижня частина спини, надхвістя, верхні покривні пера хвоста, нижня частина живота і гузка жовті. Хвіст чорний з жовтими краями. На голові довгий чуб, який може ставати дибки. Очі темно-карі, дзьоб довгий, тонкий, білуватий. Самиці є дещо меншими за самців, чуб на голові у них менший, забарвлення менш яскраве. Верхня частина тіла у них чрнувато-сіра, надхвістя оливково-зелена.

## Поширення і екологія
Мексиканські касики мешкають на тихоокеанському узбережжі Мексики (на південь від південно-східної Сонори), Гватемали і Сальвадору. Вони живуть в сухих тропічних лісах і колючих чагарникових заростях, трапляються у вологих тропічних лісах, на висоті до 1500 м над рівнем моря, переважно на висоті до 1000 м над рівнем моря. Живляться комахами і плодами. Мексиканські касики гніздяться невеликими колоніями від 3 до 10 гнізд, іноді поодинці. Гніздо мішечкоподібне, довжиною 80 см, робиться з рослинних волокон, підвішується на дереві. Мексиканські касики іноді стають жертвами гніздового паразитизму червонооких вашерів.